# Holland-klass (ubåt)
Holland-klass var den första ubåtsklassen som byggdes för brittiska Royal Navy. Ubåtarna byggdes i Barrow-In-Furness av Vickers, under licens från Holland torpedbåts/elektriska båtbyggnadsföretag under åren 1901-1903.
I klassen fanns det fem ubåtar, Holland 1, Holland 2, Holland 3, Holland 4 och Holland 5.
Ubåtarna hade en längd på 19,5 meter, bredd på 3,6 meter och en besättning på 8 personer. Motorerna bestod av en bensindriven 150 hk motor och en elektrisk motor på 74 hk. Beväpningen var 1 x 350 mm torpedtub, med 2 torpeder.